# Мейган Банфето
Мейган Банфето  (англ. Meaghan Benfeito, 2 березня 1989) — канадська стрибунка у воду, олімпійська медалістка, двоазова чемпіонка Панамериканських ігор.

## Виступи на Олімпіадах
| Олімпіада   | Дисципліна                | Місце |
| ----------- | ------------------------- | ----- |
| Пекін 2008  | синхронні стрибки з вишки | 7     |
| Лондон 2012 | вишка                     | 11    |
| Лондон 2012 | синхронні стрибки з вишки | 3     |
| Ріо 2016    | синхронні стрибки з вишки | 3     |
| Ріо 2016    | вишка, 10 м               | 3     |
| Токіо 2020  | синхронні стрибки з вишки | 4     |
| Токіо 2020  | вишка, 10 м               | 13    |